# Heinrich Auspitz
Carl Heinrich Auspitz (Mikulov, 2 settembre 1835 – Vienna, 22 maggio 1886) è stato un dermatologo austriaco.

## Biografia
Era membro della famosa Famiglia moravo-austriaca Auspitz. Heinrich era figlio del chirurgo ebreo Moritz (1803, Nikolsburg - 1880). Suo fratello minore Leopold (1838, Nikolsburg - 1907) era Generalmajor e scrittore. Nel 1840 Moritz gli fu assegnato un posto a un ospedale ebraico a Vienna, posto dove diede lezioni ai suoi figli.
Fu studente presso l'Università di Vienna, dove si specializzò in dermatologia e sifilide. Fece parte della cosiddetta Scuola di Dermatologia di Vienna, studiando e lavorando con diversi medici eminenti del tempo; Johann Ritter von Oppolzer (1808, Boemia - 1871) e Ferdinando Ritter von Hebra (1816, Moravia -1880).
Nel 1863 diventò docente di dermatologia e sifilide, e durante l'anno successivo iniziò a lavorare nell'istituto istologico di Carl Wedl. Nel 1872 fu nominato direttore del Policlinico generale e, dal 1875 e seguenti, fu professore associato all'università.
Fu pioniere nella patologia dei tessuti, descrisse il "segno di Auspitz", una comparsa sulla cute di diverse emorragie puntiformi che possono essere apprezzate dopo l'avvenuta asportazione di una placca psorisiaca. Nel 1885 pubblicò un articolo di micosi fungoidi intitolato "Ein Fall von Granuloma fungoides".
Insieme a Philipp Josef Pick (1834-1910), fondò la prima rivista tedesca nel campo dermatologico, l'Archiv für Dermatologie und Sifilis (1869). Nel 1882 diventò membro dell'Accademia tedesca delle scienze Leopoldina. Nel maggio del 1886 morì per un arresto cardiaco e fu sepolto presso il Wiener Zentralfriedhof.

## Opere principali
- Anatomie des Blattenprocesses. Virchows Archiv für pathologische Anatomie und Physiologie und für klinische Medizin, Berlin, 1863.
- Die Lehren vom Syphilitischen Contagium und ihre thatsächliche Begründung; 384 pages. Wien, W. Braumüller, 1866.
- Die Zelleninfiltrationen der Lederhaut bei Lupus, Syphilis und Skrophylose. Medizinische Jahrbücher, Wien, 1866.
- Über das Verhältnis der Oberhaut zur Papillarschicht, insbesondere bei pathologischen Zuständen der Haut. Archiv für Dermatologie und Syphilis, Berlin, 1870; 2: 24-58.[3]